# ديفيد مككولوك
ديفيد مككولوك (بالإنجليزية: David McCulloch)‏ (5 أكتوبر 1911 في المملكة المتحدة - 21 يونيو 1979 في المملكة المتحدة) هو مدرب كرة قدم ولاعب كرة قدم بريطاني (وحمل سابقاً جنسية المملكة المتحدة لبريطانيا العظمى وأيرلندا) في مركز الهجوم. شارك مع منتخب اسكتلندا لكرة القدم. أما مع النوادي، فقد لعب مع ديربي كاونتي وسوانزي سيتي وليستر سيتي ونادي برينتفورد وهارت أوف ميدلوثيان وهاميلتون أكاديميكال وووترفورد يونايتد ونادي باث سيتي ونادي لانارك الثالث ورابطة كرة القدم الاسكتلندية الحادية عشر ‏.

## وصلات خارجية
- ديفيد مككولوك على موقع الاتحاد الإسكتلندي (الإنجليزية)
- ديفيد مككولوك على موقع قاعدة بيانات كرة القدم.إي يو (الإنجليزية)